# 屏風浦村
屏風浦村（びょうぶがうらむら）は、1889年（明治22年）4月1日から1927年（昭和2年）4月1日まで存在した神奈川県久良岐郡の村。

## 概要
神奈川県久良岐郡南部の村。現在の神奈川県横浜市磯子区の中部にあたる。

## 歴史

### 沿革
- 1889年（明治22年）4月1日 - 町村制の施行により、磯子村、滝頭村、岡村、森村、森中原村、杉田村が合併して成立。
- 1911年（明治44年）4月1日 - 横浜市の第2次市域拡張により、北部（磯子、滝頭、岡）が横浜市に編入。
- 1927年（昭和2年）
  - 4月1日 - 残部（森、森中原、杉田）が横浜市に編入。同日屏風浦村廃止。
  - 10月1日 - 横浜市が区制を施行。旧村域が磯子区になる。

## 交通

### 鉄道路線
- 横浜電気鉄道（のちに横浜市電）
  - 磯子線：根岸橋 - 滝頭 - 八幡橋 - 浜 - 葦名橋
  - 杉田線：葦名橋 - 間坂 - 磯子浜小学校前 - 森 - 屏風ヶ浦 - 白旗 - 中原 - 境橋 - 聖天橋 - 杉田

湘南電気鉄道（現京浜急行電鉄）の屏風浦駅、杉田駅、根岸線の磯子駅、新杉田駅、金沢シーサイドラインの新杉田駅は、当時は未開業。

### 道路
- 横須賀街道（現在の国道16号）

## 現在の町名
いずれも大体の範囲。汐見台には南区上大岡町（現港南区上大岡）も含まれる。
- 旧磯子村 - 磯子、磯子台、久木町、広地町、中浜町、汐見台（一部）
- 旧滝頭村 - 丸山、滝頭
- 旧岡村 - 岡村
- 旧森村 - 森、森が丘、汐見台（一部）
- 旧森中原村 - 中原
- 旧杉田村 - 杉田、杉田坪呑